# Gómez Palacio
Gómez Palacio és un municipi de l'estat de Durango. Gómez Palacio és el cap de municipi i principal centre de població d'aquesta municipalitat. Aquest municipi és a la part sud de l'estat de Durango. Limita al nord amb els municipis de Lerdo, al sud amb Santa María del Oro, a l'oest amb Cuencamé i a l'est amb Torreón.